# Никульское (Нижегородская область)
Нику́льское — деревня в Кстовском районе Нижегородской области, входит в состав Афонинского сельсовета.

## Население
| 2002 | 2010 |
| ---- | ---- |
| 662  | ↗747 |

## Улицы Никульского
- ул. Дорожная
- ул. Зелёная
- ул. Луговая
- ул. Молодёжная
- ул. Огородная
- ул. Октябрьская
- ул. Садовая
- ул. Тепличная
- ул. Центральная

## Источник
1. 1 2 3  Всероссийская перепись населения 2010 года. Численность и размещение населения Нижегородской области
2. ↑  Населённые пункты Кстовского района Архивировано 7 октября 2006 года.